# Djamalidine Atoiyi
Djamalidine Atoiyi (né le 5 août 1997 à Dzaoudzi) est un footballeur international comorien évoluant au poste de milieu offensif pour l'AS Saint-Priest en Championnat de France de National 2 ainsi qu'avec la sélection des Comores. Il a aussi la nationalité française.

## Biographie

### Carrière en club
Djamalidine Atoiyi évolue dans sa jeunesse dans les clubs marseillais de Bouge Kallisté (2005-2006) et du SC Air-Bel (2006-2008) puis part au RC Lons-Le-Saunier (2008-2012) avant de rejoindre le centre de formation puis l'équipe réserve de l'ES Troyes AC. Il devient joueur du Thonon Évian Grand Genève FC en 2019. Il joue ensuite à partir de 2020 à l'AS Saint-Priest.

### Carrière internationale
Djamalidine Atoiyi réalise ses débuts avec l'équipe nationale des Comores lors d'un match amical contre la Mauritanie le 6 octobre 2017 (victoire 1-0). Il est convoqué en mars 2021 pour les qualifications à la Coupe d'Afrique des nations.